# Mars 1658
Le mois de mars 1658 est le 3e mois de l'année 1658.

## Événements
- 30 mars : Le roi de Suède Charles X Gustave prend possession de la Forteresse de Bohus

## Naissances
- 4 mars : François de Mailly (mort le 13 septembre 1721), prélat catholique
- 5 mars : Antoine de Lamothe-Cadillac (mort le 16 octobre 1730), explorateur français
- 6 mars : Frans Werner Tamm (mort le 20 juillet 1724), peintre allemand
- 8 mars : Thomas Trevor (mort le 19 juin 1730), juge et homme politique britannique
- 10 mars : Livio Odescalchi (mort le 8 septembre 1713), noble italien
- 14 mars : David van Hoogstraten (mort le 21 novembre 1724), médecin et écrivain néerlandais
- 23 mars : Giovanni Maria Ciocchi (mort en 1725), peintre italien
- 30 mars : Muro Kyūsō (mort le 9 septembre 1734), philosophe japonais

## Décès
- 5 mars : Francisco López de Zárate (né en 1580), écrivain espagnol
- 10 mars : Pierre Dumoulin (né le 16 octobre 1568), théologien protestant
- 20 mars : Christine-Sophie de Frise orientale (née le 26 avril 1600), princesse allemande
- 25 mars : Guillaume du Mont (né en 1564), jésuite belge
  - Hermann de Hesse-Rotenbourg (né le 1er août 1607), prince allemand
- 28 mars : Marcantonio Bragadin (né en 1591), prélat catholique
- 29 mars : Bertuccio Valiero (né le 1er juillet 1596), doge de Venise
- 30 mars : Christine-Sophie de Frise orientale (née le 26 avril 1600), princesse allemande